# نیکیتا کلستروپ
نیکیتا کِـلِـستروپ (دانمارکی: Nikita Klæstrup؛ زادهٔ ۸ نوامبر ۱۹۹۴) یک سیاست‌مدار، مانکن، ستارهٔ تلویزیونی و وبلاگ‌نویس اهل دانمارک است.
نیکیتا در آغاز از اعضای حزب «محافظه‌کاران جوان» بود و از سال ۲۰۱۵ میلادی، عضوی از حزب «اتحاد لیبرال» است.
او دانش آموختهٔ رشتهٔ علوم بلاغی از دانشگاه کپنهاگ است.